# Paul Petersen
Paul Petersen (23 de septiembre de 1945)  es un actor, cantante y novelista estadounidense. Saltó a la fama a finales de la década de 1950 interpretando el papel de Jeff Stone en The Donna Reed Show. Posteriormente inició una exitosa carrera como cantante y escritor.
En 1990, Petersen fundó la organización A Minor Consideration en apoyo de los actores infantiles y otros niños trabajadores a través de la legislación, la educación familiar y la intervención y asesoramiento personal para aquellos en crisis.

## Biografía
Petersen comenzó su carrera en el mundo del espectáculo a los 10 años como Mouseketeer en la serie de televisión Mickey Mouse Club. Apareció en la película Houseboat de 1958 con Sophia Loren y Cary Grant, pero alcanzó el estrellato interpretando al adolescente Jeff Stone de 1958 a 1966 en la comedia de televisión familiar de la ABC The Donna Reed Show. A lo largo de ocho temporadas y de décadas de reposiciones en diferentes canales, The Donna Reed Show se convirtió en parte de la cultura popular estadounidense y, en 1997, Petersen fue honrado por la Young Artist Foundation con su premio Former Child Star "Lifetime Achievement" por su papel en la serie.
Tras finalizar el rodaje de The Donna Reed Show, Petersen tuvo un pequeño papel interpretando al diplomático estadounidense Tony Biddle en la película musical de 1967 The Happiest Millionaire. También apareció en muchos papeles como invitado, incluido uno como oficial militar en la efímera serie Western Custer de ABC de 1967, con Wayne Maunder en el papel principal. Hizo una aparición especial en la sitcom F Troop como "Johnny Eagle Eye" que se emitió el 12 de abril de 1966.
Debido a la fama consiguida en The Donna Reed Show, Petersen recibió ofertas para grabar canciones y llegó a tener sencillos de gran éxito con temas como "She Can't Find Her Keys" (presentada en The Donna Reed Show ), "Amy" y "Lollipops and Roses". En 1962, la canción pop adolescente sentimental "My Dad" fue interpretada en The Donna Reed Show con Petersen cantando la melodía para su padre en pantalla, el actor Carl Betz. Lanzada como sencillo ese mismo año, alcanzó el número 6 de la lista de éxitos Billboard Hot 100. También grabó para la compañía discográfica Motown sencillos de éxitos como "Chained" y "A Little Bit For Sandy".
Después de sus años como actor infantil, Petersen asistió a la universidad. Posteriormente inició una carrera como escritor y llegó a publicar 16 novelas de aventuras, incluida una serie de ocho entregas protagonizadas por Eric Saveman, también conocido como "Smuggler", publicada por la editorial Pocket Books. En 1977, publicó su autobiografía, titulada Walt, Mickey and Me: Confessions of the First Ex-Mouseketeer.

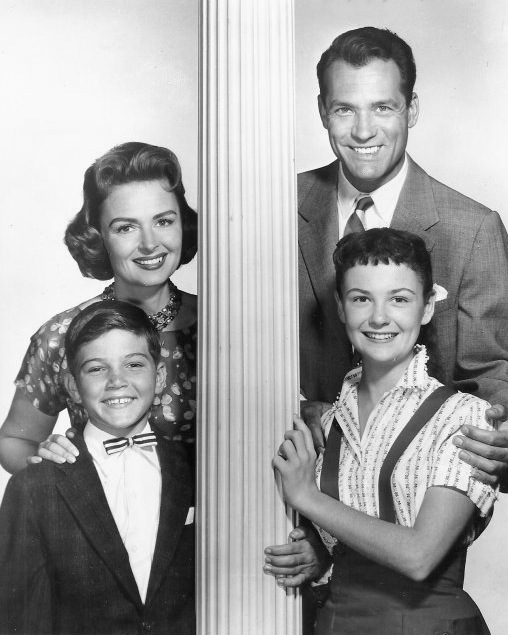
Petersen con sus coprotagonistas (de izq. a der.) Donna Reed, Carl Betz y Shelley Fabares en The Donna Reed Show, 1958

Es miembro de la junta directiva de la Fundación Donna Reed y trabaja para el festival que se celebra anualmente la tercera semana de junio en la ciudad natal de Donna Reed, Denison (Iowa). También formó parte recientemente de la junta directiva de Screen Actors Guild-American Federation of Television and Radio Artists (SAG-AFTRA), un sindicato nacional de artistas de los medios de comunicación de la AFL-CIO con sede en Los Ángeles.
En 1990, tras el suicidio de la ex estrella infantil Rusty Hamer, Petersen fundó un grupo de apoyo a niños actores, A Minor Consideration, con el objetivo de mejorar las condiciones de trabajo de los niños actores y ayudarlos en la transición entre el trabajo como actor infantil y la vida adulta, ya sea en la actuación o en otras profesiones.

## Vida personal
En 1967 contrajo matrimonio fue con la actriz Brenda Benet, de la que se divorció en 1970. En 1974 se casó con Hallie Litman con quien tuvo dos hijos. Se divorciaron en 1988. En diciembre de 1992, Petersen se casó con Rana Jo Platz. Además de sus dos hijos de su segundo matrimonio, Petersen también tiene una hija de una relación anterior.

## Discografía

### Álbumes de estudio
- 1962: Lollipops and Roses
- 1963: Teenage Triangle[6] (Incluye cuatro temas de Paul Petersen, Shelley Fabares y James Darren)
- 1963: My Dad
- 1963: Bye Bye Birdie (Canciones de la película cantadas por Petersen, The Marcels, James Darren y Shelley Fabares)
- 1964: More Teenage Triangle (Con Fabares y Darren)

### Sencillos
| Año  | Título (Cara A / Cara B)                                                                   | Puesto | Puesto | Álbum                 |
| Año  | Título (Cara A / Cara B)                                                                   | US     | AU     | Álbum                 |
| ---- | ------------------------------------------------------------------------------------------ | ------ | ------ | --------------------- |
| 1962 | "She Can't Find Her Keys" b/w "Very Unlikely" (con Shelley Fabares)                        | 19     | 62     | Lollipops and Roses   |
| 1962 | "What Did They Do Before Rock & Roll" b/w "Very Unlikely" Con Shelley Fabares              | –      | –      | Lollipops and Roses   |
| 1962 | "Keep Your Love Locked (Deep in Your Heart)" b/w "Be Everything to Anyone You Love"        | 58     | –      | Lollipops and Roses   |
| 1962 | "Lollipops and Roses" b/w "Please Mr. Sun"                                                 | 54     | –      | Lollipops and Roses   |
| 1962 | "My Dad" b/w "Little Boy Sad" (Del álbum Teenage Triangle)                                 | 6      | 59     | My Dad                |
| 1963 | "Amy" b/w "Goody Goody" (Del álbum My Dad)                                                 | 65     | –      |                       |
| 1963 | "Girls in the Summertime" b/w "Mama, Your Little Boy Fell" (Del álbum Lollipops and Roses) | –      | –      |                       |
| 1963 | "The Cheer Leader" b/w "Polka Dots and Moonbeams"                                          | 78     | –      |                       |
| 1964 | "She Rides with Me" b/w "Poorest Boy in Town"                                              | –      | –      | More Teenage Triangle |
| 1964 | "Hey There Beautiful" b/w "Where Is She"                                                   | –      | –      | Non-album tracks      |
| 1965 | "Little Dreamer" b/w "Happy"                                                               | –      | –      | Non-album tracks      |
| 1965 | "The Ring" b/w "You Don't Need Money"                                                      | –      | –      | Non-album tracks      |
| 1967 | "Chained" b/w "Don't Let It Happen to Us"                                                  | –      | –      | Non-album tracks      |
| 1968 | "A Little Bit for Sandy" b/w "Your Love's Got Me Burning Alive"                            | –      | 21     | Non-album tracks      |

## Filmografía
- 1957 - This Could Be the Night
- 1957 - The Monolith Monsters
- 1958 - Day of the Badman
- 1958 - Houseboat
- 1967 - A Time for Killing
- 1967 - The Happiest Millionaire
- 1967 - In The Year 2889
- 1968 - Journey to Shiloh
- 1997 - Mommy 2: Mommy's Day
- 2003 - Dickie Roberts: Former Child Star
- 2010 - The Portal
- 2010 - Soupernatural